# پادوکا (کنتاکی)
پادوکا (به انگلیسی: Paducah) شهری در ایالت کنتاکی کشور ایالات متحده آمریکا است که جمعیت آن در سرشماری سال ۲۰۱۰ میلادی، ۲۵٬۰۲۴ نفر بوده‌است.